# La Loyère
La Loyère är en kommun i departementet Saône-et-Loire i regionen Bourgogne-Franche-Comté i östra Frankrike. Kommunen ligger i kantonen Chalon-sur-Saône-Nord som tillhör arrondissementet Chalon-sur-Saône. År 2013 hade La Loyère 436 invånare.

## Befolkningsutveckling
Antalet invånare i kommunen La Loyère
| Referens: INSEE |